# Петерсен, Эллен Доррит
Эллен Доррит Петерсен — норвежская актриса. Родилась в норвежском городе Тау, но теперь живёт в Осло.

Выпускница Академии искусств в Осло, была также связана с Рогаландским театром и была принята в Норвежский театр.

## Фильмография
- 2008: Невидимый — Анна
- 2010: Король острова дьявола — Астрид
- 2011: Горы (фильм) — Сольвейг
- 2012: Завоеватель — Маргрет Брок
- 2013: Слепая — Ингрид
- 2015: Оправданный
- 2016: «Абер Берген»
- 2017: Тельма
- 2021: Три орешка для Золушки

## Награды
• Косморама за лучшую женскую роль в фильме Слепая